# Macaé
Macaé es un municipio brasileño situado en el estado de Río de Janeiro. Tiene una superficie de 1.215,9 km ².
Las conexiones se realizan en la cabecera municipal de dos carreteras y un ferrocarril. El conector RJ-106 corre a lo largo de toda la costa, desde Rio das Ostras a Carapebus, cruzando el centro de la ciudad. El conector RJ-168 atraviesa la ciudad de este a oeste, pasando a la BR-101, que llega a Conceição de Macabu, al norte, y Rio das Ostras en el sur. Con sólo una pequeña parte pavimentada, RJ-162 tiene un camino por el interior, llegando a Trajano de Moraes, al norte y Casimiro de Abreu, al sur.
El ferrocarril, que une Río de Janeiro con Espírito Santo, se utiliza casi exclusivamente para el transporte de carga.
Macae se encuentra a una latitud de -22 ° 22'33 "y longitud -41 º 46'30" y limita con las ciudades de Quissamã, Carapebus, Conceição de Macabu hacia el norte, el río de ostras y Casimiro de Abreu, al sur; Trajano de Moraes y Nova Friburgo, al oeste, y el Océano Atlántico en el este.
Con 11 km de costa, el clima es cálido y húmedo en la mayor parte del año, con temperaturas que oscilan entre 18 ° y entre 30 °C la temperatura considerablemente, causado por los vientos alisios entre la costa y las montañas, relativamente cerca. También es conocida como La Princesa del Atlántico o La Capital Petrolera de Brasil.
Uns dos maiores traficantes de Macaé Rj (Raphael Rozalino) foi preso pela Pm no dia 23 de outubro de 2015 após intensa troca de tiro.

## Etimología
En cuanto al origen de la palabra, no hay duda de que se trata de una palabra indígena, pero quería que algunos estudiosos que la palabra procede de la corrupción de la basura-e "significa que entre los nativos Macaba dulce de coco, dulce, por extensión, producido por la macabaíba palma , abundantes en la región ", afirmaron otros que los indios Goytacás hicieron uso de la palabra Macaé, a nombre del río de ese nombre, que significa "Rio dos Bagres".
Hoy en día ya existe un acuerdo entre tupinólogos, que probablemente el término deriva de la popular y deliciosa "catarro de coco", es decir, el fruto de macabaíba, la imposición de "Phoenix dactylifera," en un campo azul que adorna nuestra bandera.

## Historia

Calle Presidente Sodré, Macaé.

Aunque los resultados de la playa basureros Imbetiba muestran que esta región fue habitada por tribus salvajes miles de años atrás, cuando los primeros pobladores llegaron al lugar encontraron a dos tribus en guerra: tamoios y goitacá. 
Las tierras eran parte de la ciudad actual de la Provincia de Santo Tomás, de Río a la Itabapoana Río Macae y fue nombrado Macahé. 
Su liquidación se inició en 1580, cuando Portugal estaba bajo el dominio español. Para evitar las invasiones de los enemigos, ha creado un pueblo de indios adoctrinados por sacerdotes de la Compañía de Jesús (Jesuitas). 
Los primeros registros de los jesuitas en Macaé que data de 1634. En el principio fue fundada a orillas del río y junto al Morro Macaé Sant'Ana una granja agrícola, que con los años llegó a ser conocido como la Granja o Granja de Santa Ana Macaé. 
En la base del cerro y el río, se levantó un ingenio azucarero con todas las dependencias necesarias y los cultivos. Además del azúcar, la harina de yuca producida en cantidad como en la extracción de madera para construcciones navales y los edificios. En la parte superior de la colina se construyó una escuela, junto a una capilla y un pequeño cementerio, que aún conserva los restos de algunos jesuitas. En 1759 la finca fue incorporado a la propiedad de la corona por el juez Juan Cardoso de Menezes. En esta ocasión, los jesuitas fueron expulsados a la tasa de Brasil hizo por el Marqués de Pombal. 
Así nació Macaé, pero con la expulsión de los Padres Jesuitas hicieron los piratas invaden. 
En 1813 fue elevado a municipio, y en 1846 la ciudad de Macaé ha remitido a la Ciudad. A medida que la producción de azúcar y café ampliado y gran parte de San Juan de Porto da Barra ya no estaba dando cuenta del movimiento, comienza en 1872 para la construcción del Canal de Macaé-Campos, con 109 km. 
11 de abril de 1832, el famoso naturalista Inglés Charles Robert Darwin, después de meses de viaje a bordo del HMS Beagle, que viene con sus auxiliares de los lagos de la región a caballo y después de pasar la barra de San Juan (distrito de Casimiro de Abreu) cayó enfermo y en la llegada, debido al agotamiento Macaé fuerte se desplomó y fue llevado a la ciudad situado a 3 km al sur de la entrada del río Macaé (Playa Imbetiba donde hoy en día la base de PETROBRAS). Darwin se quedó en ese lugar en una tienda llamada "Venta Mato" y al día siguiente, fue a "la granja de un entorno tranquilo", propiedad de Manuel Figueroa, cuya hija estaba casada con un escocés llamado Mr. Lawrie Darwin se reunieron en Río de enero. En esta finca, que ahora forma parte de la Municipalidad de Conceição de Macabu, Darwin recogió insectos y reptiles que han sido catalogados e incorporados su famosa colección, y que sirvió de base para su publicación más notable de "El Origen de las Especies" ("Sobre el Origen de las Especies por mediante la selección natural o la preservación de las razas favorecidas en la lucha por la vida "), publicado en 1859. 
1873 Creación de la Sociedad de Música Nueva Aurora. 
En 1875, con la construcción del ferrocarril Macaé-Campos, el puerto entró en declive. 
El ferrocarril trajo un nuevo impulso y más tarde las vías del ferrocarril de la Leopoldina. 
Desde 1974, con el descubrimiento de petróleo en la Cuenca de Campos, la ciudad que se mantuvo rural, comenzó a experimentar cambios profundos en su economía y la cultura, recibiendo un gran número de personas de diversas partes del país y del mundo, para satisfacer la creciente demanda de esta ciudad de mano de obra calificada, todavía no estén cubiertas por lo que los sueldos ofrecidos en la ciudad muy atractiva. 
A pesar de recibir grandes cantidades de mano de obra calificada, es también un gran número de personas no cualificadas que buscan la ciudad en busca de la promesa de puestos de trabajo, no siempre que se ajuste el mercado de trabajo exigentes. Muchas de estas personas terminan quedándose en la ciudad, y sin que el trabajo de sus sueños, que son cada vez más pueblan los barrios de la ciudad, cada vez más alarmante todos los días. La incapacidad del gobierno, o la falta de una política pública para crear vivienda asequible, la reforma del sistema de transporte público para garantizar el saneamiento y para fortalecer la seguridad en la ciudad, también contribuye a la falta de calidad de vida de la población de la mayoría de Macaé.

## Política
La política de la ciudad está dominada por las fracciones de la oligarquía. En contraste con la industria petrolera moderna, son comunes a atrás las prácticas políticas tales como la compra de votos. La mayoría de las asociaciones de vecinos actuar como un frente de las políticas de bienestar. El actual alcalde es reelecto Riverton Mussi (PMDB), como vice Marilena García (PT). Fue precedido por su tío y padrino político de Silvio Lopes (PSDB), a pesar de que se rompen políticamente. Él es el hermano de Adrián Mussi, un congresista, dijo que el gasto más grande de la campaña del estado ($ 6 millones). 
En las elecciones municipales candidato comcorreram 5: El actual alcalde de Riverton Mussi (PMDB), el exalcalde Silvio Lopes (PSDB), el Doctor en Medicina Aluízio (PV), exmiembro de Riverton gobiernos / Silvio Lopes, el dirigente sindical y profesor Alexandre Elias ( PSTU) y Franco "Corredor" (PCB, ahora en el PRP). 
En las comunidades más pobres, como en Nueva Holanda y las Malvinas, la falta de estado comienza a ser ocupado por fracciones de tráfico de drogas procedentes de la capital, según la ADA y el CV. 
Los movimientos sociales están poco desarrollados. Hay pocos campos en las zonas rurales sin tierra, y la CONTAG vinculados con el MST. El nuevo sindicalismo, que en 80 años se retiró de la mayor parte de la antigua Unión "esquiroles", no se produjo en Macaé. La mayoría de los sindicatos en la región está estructurado para recoger las cuotas sindicales y nada más. Los sindicatos de la CUT, la más importante es Sindipetro-NF, pero la mayoría de cuyos directores es fuera de la ciudad, es muy dócil y corporativista del gobierno federal.
Ayuntamiento
El edificio de la Municipalidad de Macaé es en la Avenida Rui Barbosa, Centro. Disfrute de los elementos del estilo neoclásico y está disponible en dos conglomerados de manzanas. Fue construido en el siglo pasado y recientemente restaurado por completo. Las visitas se pueden realizar los lunes y viernes durante horas de oficina.

## Geografía
Archipiélago de Sant'Anna
El archipiélago de Santa Ana está formada por las islas de los franceses, los islotes del Sur y Santa Ana. Situado a 8 kilómetros del muelle de la Sala de mercado se utiliza para la recreación y la pesca. En ella viven colonias de gaviotas y más allá vendrá de algunas especies de aves que migran desde América del Norte durante la temporada de invierno.
Pico do Frade
Pico do Frade es el punto más alto de la ciudad. Tiene 1.429 metros de altitud, siendo 56 km del centro de la ciudad. Ideal para la práctica de la escalada y el senderismo, preferiblemente con las etiquetas, que pueden ser contratados en la ciudad.
Peito do Pombo
El pecho de paloma, con 1.120 metros, situado cerca del Festival de Sana'a, donde la belleza se esconde la naturaleza exuberante, incluyendo caídas de agua prácticamente sin tocar.

### Hidrografía
Rapids Glicerio
Los rápidos de Glicerio se hicieron famosos por canoa, debido a la presencia de una antigua central eléctrica cercana. La comunidad local ha desarrollado un deporte interesante llamado "boiagem", que consiste en deslizarse por los rápidos en cámaras de neumáticos de coche.
Río Macaé
El río nace en la Serra de Macaé Macaé, Lumiar, (Distrito 5 de Nova Friburgo), una zona ambientalmente protegida conocida como la Macae de Cima. Baja por la región de la montaña y desemboca en el Océano Atlántico. Gran parte de su lecho es navegable. Es el río que abastece la ciudad.
Estanque Jurubatiba
Jurubatiba Laguna es uno de los más bajos entre los 18 lagos que conforman el Parque Nacional da Restinga de Jurubatiba. Sus aguas de oscura coloración, debido a la presencia de raíces, son claras y transparentes. Se permitió la visita y el baño, pero la pesca no está permitida.
Estanque Imboassica
La Laguna de Imboassica era considerada un verdadero santuario ecológico. Hoy recibe los residuos de tratamiento de aguas residuales de algunos barrios que han surgido alrededor de bienes raíces, debido a la mala conservación y explotación. Ha sido muy popular para las actividades de ocio y actividades deportivas. Tiene una superficie de 5 kilómetros cuadrados, limita con la localidad de Rio das Ostras y está a 11,5 kilómetros del centro de la ciudad.
Praia do Pecado
Praia do Pecado es la continuación de la playa de los Caballeros. En su trecho más prçóximo a la Laguna Imboassica ya no limita con el municipio de Río das Ostras. Es ideal para la práctica del surf y el bodyboard, y es muy popular también para la práctica del buceo y la pesca de línea de pesca.
Praia dos Cavaleiros
La Playa de los Caballeros, ubicada en el barrio del mismo nombre, cuenta con los principales restaurantes. Es ideal para la natación y la pesca en sus varias losas y acantilados. En Praia dos Cavaleiros tienen lugar las competiciones deportivas FestVerão.
Playa Campista
La Playa Campista se encuentra en aguas abiertas y agitadas, comúnmente utilizadas para la pesca y hay escuelas de windsurf, pues es un lugar con mucho espacio y el estado del deporte. Se encuentra entre Prainha do Farol y la playa de Cavaleiros, muy cerca del centro urbano.
Prainha do Farol
La Prainha do Farol tiene apenas 120 metros de largo. Cuando el mar está en calma, sus aguas cristalinas invitan al baño y también a la pesca. En esta playa se localizan las ruinas del antiguo faro de Macae, construido en 1880, en los primeros años de existencia del municipio.
Praia de Imbetiba (Praia de Cocotá)
Aquí se encuentra la terminal de Imbetiba, que contribuye a las actividades de extracción de petróleo que se realizan en la plataforma continental. Recibe loas aguas sucias de los barrios de Parque Valentina Miranda y Petrobras. Es muy popular para correr o hacer caminatas al amanecer y al atardecer.
Prala de São José do Barreto
La Playa de São José do Barreto es una extensión de Praia da Barra. Recibe detritos del río Macaé. Es una de las preferidas de los pescadores. Esta playa atraviesa el Parque Nacional da Restinga de Jurubatiba.

## Economía
Desde la década de 1 970, cuando Petrobrás eligió Macaé para albergar su sede en la Cuenca de Campos, la ciudad tiene un crecimiento acelerado. Más de cuatro mil empresas se han asentado en la ciudad y la población se ha multiplicado por tres - hoy en día hay cerca de 200.000 habitantes. Surgido de lujo y una serie de empresas en el sector servicios, especialmente en el negocio de los restaurantes. El turismo de negocios ha aumentado.
El petróleo es la mayor fuerza económica de Macae. Durante los próximos dos años, Petrobras es la meta de producir dos millones 200 mil barriles de petróleo por día. En 2 010, Petrobras invertirá US $ 25,7 mil millones en la Cuenca de Campos, lo que equivale al 80% de los recursos de la empresa en exploración y producción para todo el país.
El municipio cuenta con la mayor tasa de creación de nuevos puestos de trabajo en el estado, según una investigación realizada por la Federación de Industrias de Río de Janeiro (Firjan): 13.2% anual.
La economía de la ciudad ha crecido 600% desde 1.997. [cita requerida] Una encuesta realizada por el IBGE en 2.007 mostró que el Producto Interno Bruto (PIB) per cápita de la ciudad es de $ 36,000 por año, [5] 200% más alto . que el promedio nacional [5] La ciudad atrae a empresas de todo el país y el mundo: la ciudad ha recibido recientemente cinco hoteles de lujo (Blue Tree, Sheraton, Othon, Comodidad e Ibis).
La investigación realizada por el Instituto de Investigación Económica Aplicada (IPEA), mostró la ciudad como el más desarrollado en la última década en el Río-Sao Paulo. Por su gran economía, Macaé fue elegido por el diario Gazeta Mercantil como la ciudad más dinámica en el estado, teniendo en cuenta el Índice de Desarrollo Humano.
En 2.004, la Fundación Getulio Vargas, señaló a Macaé como la segunda mejor ciudad de Brasil para trabajar. La ciudad también recibió el título de Municipio amigo de los niños, en el reconocimiento de las acciones en educación y salud. El premio fue entregado por la Organización Panamericana de la Salud
Brasil Offshore Macaé los ejércitos, feria que reúne a cerca de 500 empresas en el sector del petróleo de 50 países. El evento se celebró en el Centro de Convenciones periodista Roberto Marinho, el segundo más grande del estado, construido en un área de 110 metros cuadrados en el barrio de San José Barreto.
El crecimiento ha llevado (y aún lo hace) también miles de personas de otras partes del país, sobre todo sin ningún tipo de cualificación, con la esperanza de encontrar un trabajo abundante. Sin embargo, la realidad es que la oferta de puestos de trabajo es ideal para aquellos con buenas calificaciones, y el mínimo, casi siempre el dominio del Inglés. Estos inmigrantes han contribuido a aumentar considerablemente el tamaño y el número de barrios de tugurios de la ciudad, bajo la mirada complaciente de los gobiernos municipales de bienestar y seguido durante el cual la migración se produjo.
Por otra parte, Macaé ganó el 11 de septiembre de 2.008, Plaza Macaé, un centro comercial que cuenta con tiendas en las principales, incluidas las principales franquicias internacionales. Este comercial, ofreciendo más opciones para el comercio de la ciudad y la región, crea la expectativa de un mayor desarrollo para la economía de la ciudad.

## Educación
Uno de los mayores proyectos de la universidad está realizando en el municipio de Macaé Río del Norte. A través de una colaboración entre las FUNEMAC (Macaé Educational Foundation) y la UFRJ, los cursos se establecieron en la ciudad de gran magnitud, incluida la medicina y de enfermería. Lo que llamó la atención fue la forma en la Universidad Federal de Río de Janeiro fue asignar en Macaé. Después de intensos combates, fue fundada NUPEM (Centro de Investigación Ambiental de Macaé), que además de ser una de las unidades académicas de la UFRJ, se convirtió en una referencia en el Sureste en materia de investigación en medio ambiente y bioquímicos. Todavía queda mucho por crecer, pero los progresos realizados hasta ahora se ha convertido a la iniciativa de la universidad pública más grande del país con motivos memorables de la exaltación. La asociación entre la UFRJ, Macaé continúa, afirmando que todavía hay crecimiento en el interés de las autoridades de Macao para transformar la UFRJ, Macaé, en referencia a la enseñanza. Los estudiantes de las glorias, que son precursores de una mayor y mejor crecimiento de la UFRJ fuera de la ciudad de Río de Janeiro. El Campus de la Universidad Federal Fluminense Macaé (ex Campos CEFET) está en las orillas del lago Imboassica, contempla una ubicación con la proximidad a las empresas multinacionales y los vinculados a la industria petrolera. Para su referencia a la educación, la institución sirve a la comunidad local y los condados vecinos. 
En 1987, la ciudad de Macae donó el terreno de 51 mil metros cuadrados y, tras un acuerdo entre el MEC / SEMTEC y Petrobras, ha comenzado la construcción del edificio con la responsabilidad financiera total de ese Estado. El 29 de julio de 1993, se inauguró el edificio y las actividades de la escuela comenzó el 30 de agosto de ese año, la Escuela Técnica Federal. 
Inicialmente, se encuentra dos cursos técnicos integrados a la escuela secundaria, Electrónica y Electromecánica, con un total de doscientos setenta estudiantes. Ahora, quince años más tarde, ofrece cursos de diferentes niveles de enseñanza, además de empresas mixtas y asociaciones dirigidas a la cualificación profesional en la región.
Noticias
Hoy en día, el FIB-Instituto Federal Fluminense / Campus de Macaé tiene cerca de mil quinientos alumnos matriculados. Ofrece, con entrada de una escuela abierta, integrada secundaria, Formación Profesional, Programa de Educación para Jóvenes y Adultos - Proeja, Colegios y Estudios de Posgrado. Se ofrece servicio de orientación y atención educativa y psicológica, servicios sociales, médicos, dentales y servicios culturales. 
Los cursos técnicos que se ofrecen son de Electrónica, Electromecánica, Automatización Industrial, Informática y Seguridad. nivel superior, de Ingeniería y Automatización Industrial y Control de la Tecnología en Petróleo y Gas entiende la Calificación Proeja en Calderas y está dirigido a aquellos que tienen que completar la escuela primaria. 
Para las clases prácticas, los estudiantes son enviados a los laboratorios, tales como la automatización industrial, máquinas eléctricas, neumáticas Industrial, Instrumentación, Control de procesos, metrología, ajuste y soldadura. Además de los laboratorios de Física, Informática, Química y Biología. 
En el área de estudios de postgrado en relación con el Masters de Profesionales en Ingeniería Ambiental, con líneas de investigación en las áreas de Gestión Ambiental y Participativo Regional de Promoción de la sostenibilidad. Está dirigido a profesionales, de preferencia ya en el mercado, los graduados en Ingeniería, Campo de tecnología, ciencias naturales y áreas relacionadas. 
La institución también ofrece cursos en la extensión, a través de acuerdos y alianzas. Los proyectos de aprendizaje se llevan a cabo, como el Nacional de Cualificación Profesional Prominp (Programa de Movilización Nacional del Petróleo y Gas Natural) y cursos de idioma Inglés a través de programas de responsabilidad social corporativa. El IFF también Macaé Campus a partir de mayo de 2011 con el Centro Regional de Referencia para la Formación Permanente de Profesionales y SUS SU, quetão hacer frente a la dependencia química.
Más allá de Medicina de la UFRJ, Macaé también tiene cursos en Nutrición, Enfermería, Química, Farmacia y Ciencias Biológicas. También existe la UFF, con cursos en Derecho, Administración y Contabilidad, la FeMASS, que es la única universidad municipales no pagados en el país, y las universidades privadas.

## Ciudades hermanas
- Stavanger, Noruega[3]